# Nobody Somebody
「Nobody Somebody」（ノーバディ・サムバディ）はBEREEVEの4枚目のシングル。

## 内容
半年振りのシングルで唯一の英語タイトルによる表題作。2枚目のアルバム「MOTION」からの先行シングル。

## タイアップ
「Nobody Somebody」…テレビ東京系「ニュース THIS EVENING」エンディング・テーマ。
「嵐の夜乗り越えても」…東映配給映画「さよならニッポン!」主題歌。

## 収録曲
全編曲：石井直人・神長弘一
1. Nobody Somebody
作詞：冴木裕志　作曲：石井直人
2. 嵐の夜乗り越えても
作詞：みかみ麗緒・冴木裕志　作曲：BEREEVE
3. Nobody Somebody (inst.)